# 隐密裂囊猛水蚤
隐密裂囊猛水蚤（学名：[Schizopera clandestina] 错误：{{Lang}}：文本有斜体标记（帮助））为双囊猛水蚤科裂囊猛水蚤属的动物。分布于德国、波兰、保加利亚以及中国大陆的广东等地，常栖息于咸淡水中。